# Giải vô địch bóng đá nữ thế giới
Giải vô địch bóng đá nữ thế giới (tiếng Anh: FIFA Women's World Cup, còn được gọi là Cúp bóng đá nữ thế giới,  hay World Cup nữ trong tiếng Việt) là giải đấu bóng đá do Liên đoàn Bóng đá Thế giới (FIFA) tổ chức, dành cho các đội tuyển bóng đá nữ quốc gia của các thành viên trực thuộc FIFA. Giải đấu được tổ chức 4 năm một lần kể từ năm 1991. Theo thể thức thi đấu hiện tại, Vòng chung kết có sự góp mặt của 32 đội bóng xuất sắc nhất thế giới (kể từ năm 1991 và 2023). 31 đội vượt qua vòng loại giành quyền tham dự vòng chung kết cùng với đội tuyển của nước chủ nhà.
World Cup nữ là giải đấu thu hút nhiều sự quan tâm trên thế giới (Mặc dù không bằng World Cup). FIFA đã công bố có tổng cộng 1,12 tỷ người theo dõi Giải vô địch bóng đá nữ thế giới 2019 trên tất cả các nền tảng - một lượng khán giả kỷ lục cho giải đấu, với 993,5 triệu khán giả xem ít nhất một phút phủ sóng trên TV, tăng 30% lượng khán giả cho phiên bản năm 2015 được tổ chức tại Canada, đạt 764,0 triệu. Trận chung kết giữa Mỹ và Hà Lan (2019) là trận đấu được theo dõi nhiều nhất trong lịch sử Giải vô địch bóng đá nữ thế giới từ trước đến nay, với lượng khán giả xem trực tiếp trung bình là 82,18 triệu (tăng 56% so với lượng khán giả năm 2015: 52,56 triệu) và đạt tổng số 263,62 triệu người xem. (ít nhất một phút), chiếm 22,9% tổng phạm vi tiếp cận của giải đấu.
9 kỳ World Cup đã qua (tính đến năm 2023) chứng kiến sự lên ngôi của 5 đội tuyển quốc gia. Mỹ là đội tuyển thành công nhất với bốn lần vô địch. Tiếp theo là Đức với hai lần nâng cúp. Na Uy, Nhật Bản và Tây Ban Nha đều có một lần lên ngôi. 
World Cup nữ (từ 1991 đến 2023) đã được tổ chức ở 8 quốc gia khác nhau. Trung Quốc và Hoa Kỳ đều có 2 lần đăng cai, trong khi Thụy Điển, Đức, Canada, Pháp, Úc và New Zealand tổ chức 1 lần.

## Tên gọi
Trong suốt lịch sử tổ chức, giải đấu thế giới dành cho nữ đã có vài lần thay đổi tên gọi. Ban đầu nó được gọi là "1st FIFA World Championship for Women's Football for the M&M's Cup'' vào năm 1991, sau đó là tên gọi chính thức "FIFA Women's World Cup'' từ năm 1995 cho đến nay. Tại Việt Nam, giải đấu được gọi là "Giải vô địch bóng đá nữ thế giới'' hoặc phổ biến hơn là "World Cup nữ''.

## Lịch sử

### Giải đấu đầu tiên
61 năm sau khi FIFA tổ chức Giải vô địch bóng đá thế giới vào năm 1930, cơ quan quản lý bóng đá quốc tế mới thành lập giải đấu dành cho nữ, mặc dù  lịch sử cho thấy phụ nữ đã chơi môn thể thao này từ đầu thế kỷ 19.
Cuộc thi quốc tế giữa các vận động viên nữ đã đạt được sức hút trước khi FIFA thành lập. Năm 1970, Liên đoàn bóng đá nữ độc lập châu Âu (FIEFF) có trụ sở tại Turin tổ chức giải vô địch bóng đá nữ thế giới không chính thức , trong đó bảy đội tham gia Ý và Đan Mạch trở thành nhà vô địch. Năm sau, một giải đấu nữ khác ở Mexico được tổ chức, nơi sáu đội vào chung kết tham dự và Đan Mạch đánh bại nước chủ nhà trong trận chung kết. FIEFF tan rã vào năm 1972. Tuy nhiên, các giải bóng đá nữ vẫn tiếp tục đến giữa những năm 1980 cho đến khi Mundialitos ra đời, gọi là cúp thế giới nhỏ, là các giải đấu nhỏ hơn, mang tính mời gọi, mà Ý đã đăng cai bốn lần.
Sau đó, vào năm 1986, đại biểu Na Uy Ellen Wille đã phát biểu trước Đại hội FIFA lần thứ 45 ở Mexico về vấn đề thúc đẩy bóng đá nữ tốt hơn.
FIFA đã cảnh giác với việc cho mượn thương hiệu World Cup đề phòng có thể trở thành một thất bại, sau đó đã tổ chức một giải đấu dành cho nữ ở Trung Quốc vào năm 1988, quy tụ 12 đội. Brazil đánh bại đội chủ nhà trong loạt sút luân lưu giành huy chương đồng, Na Uy đánh bại Thụy Điển 1-0 trong trận chung kết và vô địch giải đấu. Sự thành công là tiền đề để FIFA chính thức thành lập Giải vô địch bóng đá nữ thế giới lần đầu tiên được tổ chức vào năm 1991, cũng tại Trung Quốc.
Bất chấp các trận đấu năm 1988 diễn ra tốt đẹp như thế nào, những nghi ngờ về thành công thương mại của "World Cup" dành cho nữ vẫn còn lờ mờ, và FIFA ban đầu đặt tên cho giải đấu là "Giải vô địch bóng đá nữ thế giới M&M's Cup," kết hợp thương hiệu từ nhà sản xuất kẹo và nhà tài trợ doanh nghiệp duy nhất của giải đấu là Mars, Incorporated.
Tuy nhiên, tất cả những nghi ngờ cuối cùng đã bị xua tan. Hơn nửa triệu người hâm mộ đã tham dự để xem 12 đội tuyển quốc gia thi đấu, và sau khi Đội tuyển Hoa Kỳ đánh bại Na Uy trong trận chung kết trước 65.000 khán giả tại Quảng Châu, chủ tịch lúc bấy giờ của FIFA João Havelange đã viết: "bóng đá nữ bây giờ là được thiết lập tốt và thực sự."

### Sự nghiệp dư của giải đấu
Các cầu thủ bóng đá nữ không được cho là ngang bằng với các đồng nghiệp nam. Vào thời điểm đó, các trận đấu của nữ ngắn hơn 10 phút so với nam  cho tới khi thi đấu trở lại 90 phút ở World Cup 1995 tiếp theo tại Thụy Điển.
Tương tự như vậy, các vận động viên không được coi hoặc đối xử như những người chuyên nghiệp. Nhà báo thể thao Caitlyn Murray đã trình bày chi tiết trong cuốn sách năm 2019 "The National Team: The Inside Story of the Women Who Changed Soccer". Murray viết rằng chiếc máy bay chở đội Mỹ đã thực hiện một số điểm dừng để đón đội Thụy Điển và Na Uy trước trận đấu năm 1991 và thả họ xuống sau đó. Một số cầu thủ thậm chí còn nói rằng đồng phục của họ là do các đội nam may cho, và trong khi các cầu thủ nam sẽ được ở khách sạn, thì các cầu thủ nữ, những người chỉ được trả 15 đô la mỗi ngày trong thời gian đi du lịch nước ngoài, tất cả đều ở chung một phòng tại một khách sạn. giường ngủ và bữa sáng. Giải vô địch bóng đá nữ thế giới cũng không có tiền thưởng cho đến năm 2007.
Có nhiều thay đổi kể từ đó. Đối với giải đấu tháng 7, 435 triệu đô la đã được cấp ngân sách để tổ chức toàn bộ sự kiện và không giống như các lần tổ chức trước đó, các đội thi đấu giờ đây sẽ ở khách sạn, sân tập chuyên dụng theo tiêu chuẩn FIFA trải dài hai quốc gia: Úc và New Zealand. Số tiền có thể giành được là 150 triệu đô la — một mức tăng lớn so với tổng giải thưởng 30 triệu đô la trong năm 2019 (mặc dù vẫn chỉ bằng một phần ba trong số 440 triệu đô la tổng số tiền thưởng được phân bổ cho World Cup nam).

### Hoa Kỳ-''Kẻ thống trị''
Hoa Kỳ tiếp tục giành chức vô địch ở cả ba kỳ World Cup nữ sau chiến thắng của họ tại Trung Quốc. Năm 1999, họ đã giành chiến thắng trên sân nhà, đánh bại Trung Quốc 5–4 ở loạt sút luân lưu trong trận chung kết. Chức vô địch tiếp theo của họ là tại Canada vào năm 2015. Họ cũng đã giành chức vô địch World Cup 2019 sau đó tại Pháp. Mỹ bước vào giải đấu năm 2023 với tư cách ứng cử viên nặng ký cho chức vô địch, qua đó chiến thắng ở 3 giải đấu liên tiếp, điều mà chưa đội tuyển quốc gia nào làm được cho đến nay. Tuy nhiên, tham vọng của Mỹ đã sớm bị sụp đổ khi họ bất ngờ để thua trước Thụy Điển ở vòng 16 đội.
Tuy nhiên, số bàn thắng ghi được nhiều nhất trong lịch sử World Cup không đến từ một vận động viên Hoa Kỳ—hay một người đàn ông nào. Thay vào đó là một nữ vận động viên đến từ Brazil: Marta Vieira da Silva—một tiền đạo được biết đến với biệt danh Marta—đã ghi 17 bàn trong 5 kỳ World Cup từ năm 2007 đến 2019. Marta, 37 tuổi, sẽ tham dự kỳ World Cup thứ sáu của mình mùa hè này với hy vọng sẽ giúp đội tuyển nữ Brazil giành chức vô địch World Cup đầu tiên.

### Tăng từ 24 lên 32 đội
Sau sự thành công của Giải vô địch bóng đá nữ thế giới 2019 diễn ra tại Pháp, FIFA đã quyết định nâng số đội tham dự vòng chung kết (VCK) từ 24 lên 32 đội, điều đó cho phép thêm nhiều đội hơn từ châu Á, châu Âu, châu Phi tham dự. Tiêu biểu là ở kỳ World Cup nữ 2023 được tổ chức tại Úc và New Zealand đã chứng kiến 8 đội tuyển nữ trên thế giới: Maroc, Philippines, Việt Nam, Zambia, Cộng hòa Ireland, Haiti, Bồ Đào Nha và Panama có lần đầu tiên tham dự một kỳ World Cup nữ.
Vòng loại World Cup 1995 có 55 đội tham dự; 134 quốc gia đã thi đấu tại vòng loại World Cup 2015. Số quốc gia tham gia vòng loại nhiều nhất là 172 đội ở giải năm 2023.

### Các giải đấu khác dành cho nữ trong hệ thống FIFA
Bên cạnh giải vô địch bóng đá nữ thế giới. FIFA còn tổ chức các giải trẻ quốc tế dành cho nữ (Giải vô địch bóng đá nữ U-17 thế giới, Giải vô địch bóng đá nữ U-20 thế giới,). Ngoài ra, một số giải đấu khác như bóng đá câu lạc bộ (Giải vô địch bóng đá thế giới các câu lạc bộ (FIFA Club World Cup), và các biến thể bóng đá như futsal, Giải vô địch bóng đá trong nhà thế giới (FIFA Futsal World Cup) và bóng đá bãi biển (Giải vô địch bóng đá bãi biển thế giới (FIFA Beach Soccer World Cup) dành cho nữ vẫn chưa được phổ biến.
Giải đấu U20 dành cho nữ được tổ chức trước Giải vô địch bóng đá nữ thế giới 1 năm nhằm tập dượt, huấn luyện cầu thủ trẻ để bổ sung cho đội tuyển quốc gia phục vụ VCK World Cup nữ diễn ra sau đó.

## Những sự kiện chính
- Năm 1991, giải đấu đầu tiên dành cho các đội tuyển bóng đá nữ được tổ chức tại Trung Quốc. Tất cả các trận đấu diễn ra ở 4 thành phố là Quảng Châu, Phật Sơn, Giang Môn và Trung Sơn. Kỳ World Cup năm đó chứng kiến sự lên ngôi của Hoa Kỳ (lần đầu tiên)[6].
- Năm 1995, kỳ World Cup nữ thứ hai và cũng là lần đầu tiên tổ chức ở Thụy Điển- quốc gia vùng Bắc Âu. Na Uy là đội có lần đầu tiên nâng cúp ở đấu trường này sau khi đánh bại đội tuyển Đức 2–0 trong sau thời gian thi đấu chính thức (90 phút)[7].
- Năm 1999, kỳ World Cup nữ lần đầu tiên được tổ chức tại Hoa Kỳ. Đội tuyển chủ nhà có lần thứ hai lọt vào trận chung kết (lần đầu vào 1991) và lần thứ hai vô địch sau khi đánh bại Trung Quốc với tỉ số 5–4 trong loạt sút luân lưu (0–0 sau thời gian thi đấu chính thức và cả hiệp phụ). Đây cũng là kỳ World Cup đầu tiên nâng tổng số đội tham dự từ 12 lên 16[8].
- Năm 2003, kỳ World Cup nữ lần thứ hai liên tiếp được tổ chức tại Hoa Kỳ. Đức trở thành đội bóng Châu Âu thứ hai giành chức vô địch (sau Na Uy) và là đại diện Châu Âu đầu tiên đăng quang trên đất Châu Mỹ (ngoài Châu Âu). Đội tuyển chủ nhà đã không bảo vệ thành công ngôi vô địch và đứng hạng ba chung cuộc sau thất bại 0–3 trước Đức[9].
- Năm 2007, kỳ World Cup nữ thứ hai được tổ chức tại Trung Quốc (sau năm 1991), Đội tuyển Đức trở thành đội giành chức vô địch thứ hai liên tiếp sau thắng lợi trước đội tuyển Brazil với tỉ số 2–0 trong trận chung kết[10].
- Năm 2011, kỳ World Cup nữ lần đầu tiên được tổ chức tại Đức và là lần thứ hai tại Châu Âu .Nhật Bản giành chiến thắng trong trận chung kết trước Hoa Kỳ trong loạt luân lưu sau khi hòa 2–2 trong thời gianh thi đấu chính thức và hai hiệp phụ. Nhật Bản trở thành đội tuyển bóng đá nữ châu Á đầu tiên từng giành chức vô địch World Cup nữ. Đây là kỳ World Cup nữ cuối cùng theo thể thức 16 đội bởi sẽ có 24 đội tham dự vào năm 2015[11]
- Năm 2015, kỳ World Cup nữ lần đầu tiên được tổ chức tại Canada và cũng là lần thứ ba tổ chức ở Bắc Mỹ, Hoa Kỳ giành chức vô địch World Cup nữ lần thứ ba sau khi vượt qua đương kim vô địch Nhật Bản với tỉ số 5–2 trong trận chung kết và trở thành đội bóng giàu thành tích nhất với 3 lần đăng quang.[12]
- Năm 2019, kỳ World Cup nữ lần đầu tiên được tổ chức tại Pháp, và cũng là lần thứ ba tổ chức ở Châu Âu. Đây cũng là kỳ World Cup nữ đầu tiên áp dụng hệ thống trợ lý trọng tài video (VAR). Đội tuyển chủ nhà Pháp đã xuất sắc vượt qua vòng bảng và lọt vào vòng tứ kết- nơi họ để thua nhà vô địch giải đấu với tỉ số 1–2. Đương kim vô địch Hoa Kỳ bảo vệ thành công ngôi vô địch (lần gần nhất là vào năm 2015). Đội tuyển Hà Lan lần đầu tiên trong lịch sử lọt vào trận chung kết năm đó và giành giải á quân. Đội tuyển Thụy Điển lần thứ ba giành hạng ba chung cuộc (2 lần trước là vào năm 1991 và 2011).[13]
- Năm 2023, kỳ World Cup nữ lần đầu tiên có 32 đội tham dự và cũng là lần đầu tiên được tổ chức tại hai quốc gia chủ nhà (Úc và New Zealand). Giải đấu diễn ra từ 20 tháng 7 đến 20 tháng 8 năm 2023 trên 9 thành phố chủ nhà. Đội tuyển Tây Ban Nha đã giành chức vô địch lần đầu tiên trong lịch sử. Đội tuyển Anh cũng lần đầu tiên trong lịch sử lọt vào trận chung kết năm đó và giành ngôi á quân. Đội tuyển Thụy Điển lần thứ tư giành hạng ba chung cuộc (3 lần trước đó là vào năm 1991, 2011 và 2019)[14]

## Linh vật
| World Cup             | Linh vật    | Miêu tả |
| --------------------- | ----------- | --- |
| Trung Quốc, 1991      | Lăng Lăng   | Cô bé chim sẻ lông vàng, mặc áo phông xám |
| Thụy Điển 1995        | Fifi        | Cô bé người Viking. Khuôn mặt của cô chính là lá cờ Thụy Điển |
| Mỹ 1999               | Nutmeg      | Cô cáo có tên Nutmeg. Cô mặc chiếc áo phông trắng có dòng chữ USA trắng trên nền đỏ. Cổ và gấu áo của cô có màu xanh dương |
| Trung Quốc 2007       | Hoa Mộc Lan | Cô bé lấy cảm hứng từ tên nhân vật lịch sử Trung Quốc Hoa Mộc Lan. Cô có búi tóc hai bên màu xanh rêu là hai trái bóng đá, mặc áo phông tay dài đỏ có gấu áo màu xanh dương. Cô đeo khăn quàng màu vàng nhạt |
| Đức 2011              | Karia Kick  | Một cô mèo tên là Karia Kick, được công ty GMR Marketing của Frankfurt phát triển. Theo bà Jones, đây là linh vật đại diện cho "các tính chất quan trọng của bóng đá nữ: niềm đam mê, sự vui vẻ và sự năng động". |
| Canada 2015           | Shuéme      | Cô cú trắng có tên Shuéme. Tên của cô bắt nguồn từ chouette, tiếng Pháp có nghĩa là "cú". |
| Pháp 2019             | Ettie       | Cô gà có tên Ettie, là con gái của Footix, linh vật của World Cup 1998.Tên của Ettie bắt nguồn từ tiếng Pháp có nghĩa là ngôi sao - "étoile", vì cô đến từ ngôi sao sáng mà cha cô là Footix đã được trao cho FIFA World Cup 1998. Footix đã ném ngôi sao của mình lên bầu trời đêm để nó có thể tỏa sáng rực rỡ, và sau một vài năm du hành xuyên vũ trụ, nó đã trở lại với Footix dưới hình dạng cô con gái lấp lánh của ông. Sự nhiệt tình của cô ấy đối với bóng đá dành cho phụ nữ rất dễ lây lan và cô ấy hy vọng sẽ tỏa sáng ý thức chơi công bằng và niềm đam mê của mình đối với bóng đá trên khắp thế giới và truyền cảm hứng cho niềm tự hào dân tộc ở Pháp với tư cách là quốc gia đăng cai tổ chức. |
| Úc & New Zealand 2023 | Tazuni      | Cô bé chim cánh cụt tên là Tazuni, (Eudyptula minor), loài chim đặc hữu của cả Úc và New Zealand. |

- Lưu ý: Đáng lẽ năm 2003, Mỹ tiếp tục đăng cai FIFA Women's World Cup nhưng giải đấu phải chuyển cho Trung Quốc đăng cai năm 2007 vì dịch SARS bùng phát.

## Cúp
Chiếc cúp hiện tại được thiết kế có dạng một dải xoắn ốc, bao quanh một quả bóng ở trên cùng, nhằm mục đích tôn vinh tính thể thao, sự năng động và sang trọng của môn bóng đá nữ quốc tế. Vào năm 2010, nó được trang bị đế hình nón. Bên dưới đế khắc tên của từng người chiến thắng của giải đấu. Chiếc cúp cao 47 cm (19 in), nặng 4,6 kg (10 lb) và được làm bằng bạc đồng bảng Anh phủ vàng trắng và vàng 23 karat, với giá trị ước tính vào năm 2015 là khoảng 30.000 USD. Ngược lại, chiếc cúp vô địch World Cup của nam được chế tạo bằng vàng 18 karat và có giá trị kim loại quý là 150.000 USD.
Kể từ năm 2007, huy hiệu "FIFA WORLD CHAMPIONS" sẽ được in trên áo thi đấu của đội chiến thắng cho đến khi người chiến thắng của giải đấu tiếp theo được quyết định.

## Thể thức

### Vòng loại
Các giải đấu đủ điều kiện được tổ chức trong 6 khu vực lục địa của FIFA (Châu Phi, Châu Á, Bắc, Trung Mỹ và Caribe, Nam Mỹ, Châu Đại Dương, Châu Âu) và được tổ chức bởi các liên đoàn tương ứng: Liên đoàn bóng đá châu Phi (CAF), Liên đoàn bóng đá châu Á (AFC), Liên đoàn bóng đá Bắc, Trung Mỹ và Hiệp hội bóng đá Caribe (CONCACAF), Liên đoàn bóng đá Nam Mỹ (CONMEBOL), Liên đoàn bóng đá châu Đại Dương (OFC) và Liên đoàn bóng đá châu Âu (UEFA). Trước khi vòng chung kết diễn ra, FIFA quyết định trước số đội tham dự của mỗi khu vực châu lục, dựa trên sức mạnh tương đối của các đội trong liên minh. Các quốc gia chủ nhà nhận được một suất tự động tham dự vòng chung kết mà không cần phải đá vòng loại. Kể từ Giải vô địch bóng đá nữ thế giới 2015, số đội lọt vào vòng chung kết đã tăng từ 16 lên 24 và bây giờ là 32.

### Vòng chung kết
Vòng chung kết có sự góp mặt của 32 đội tuyển thay vì 24 đội tuyển như trước đây, thi đấu trong vòng một tháng tại quốc gia chủ nhà. Giải gồm hai giai đoạn: vòng bảng và vòng loại trực tiếp.
Tại vòng bảng, các đội được phân thành 8 bảng, mỗi bảng 4 đội. Các bảng thi đấu vòng tròn một lượt tính điểm. Ba điểm cho một trận thắng (tại vòng chung kết đầu tiên là hai điểm cho một trận thắng), hòa được một điểm, thua không được điểm nào. Các trận cuối vòng bảng được thi đấu cùng giờ để tránh tiêu cực và tạo sự công bằng khi thi đấu. Hai đội đứng đầu mỗi bảng được quyền vào vòng loại trực tiếp, bắt đầu từ vòng 16 đội.
Các tiêu chí xếp hạng vòng bảng theo thứ tự ưu tiên sau:
1. Tổng số điểm
2. Hiệu số bàn thắng bại
3. Số bàn thắng ghi được
4. Nếu các tiêu chí trên không đủ để phân hạng các đội, thứ hạng sẽ được xác định như sau:
  1. Số điểm khi các đội đối đầu với nhau
  2. Hiệu số bàn thắng bại khi các đội đối đầu với nhau
  3. Số bàn thắng ghi được khi các đội đối đầu với nhau
5. Nếu tất cả các tiêu chí trên vẫn không thể xác định thứ hạng các đội thì sẽ tiến hành bốc thăm

Trong vòng loại trực tiếp, các đội sẽ thi đấu một trận duy nhất xác định đội vào vòng sau; hiệp phụ và loạt luân lưu sẽ lần lượt được sử dụng để quyết định đội thắng nếu thời gian chính thức kết thúc với tỉ số hòa. Giai đoạn bắt đầu bằng vòng 16 đội, sau đó đến tứ kết, bán kết, trận tranh hạng ba (giữa hai đội thua bán kết) và cuối cùng là trận chung kết.

## Chủ nhà

### Tiến trình lựa chọn
Việc lựa chọn chủ nhà cho giải đấu được thực hiện theo quy trình thống nhất. Các quốc gia bày tỏ mong muốn tổ chức sự kiện này phải nộp đơn xin đăng cai và đệ trình hồ sơ dự thầu chính thức lên FIFA. Sau đó, một tổ thanh tra được chỉ định đến xem xét đất nước để xác định rằng quốc gia này có đáp ứng đầy đủ các yêu cầu cần thiết về cơ sở vật chất, hạ tầng kỹ thuật, hệ thống giao thông,... để tổ chức sự kiện và một báo cáo về quốc gia này sẽ được đưa ra. Quyết định về việc nước nào sẽ tổ chức giải đấu thường được công bố trong 4 hoặc 5 năm trước đó sau cuộc bỏ phiếu của Hội đồng FIFA.
Nước chủ nhà tổ chức Giải vô địch bóng đá nữ thế giới 2023 đã được chọn là Úc và New Zealand. Đây là kỳ World Cup nữ đầu tiên được diễn ra ở 2 quốc gia và cũng là lần đầu tiên có 32 đội tham dự. 64 trận đấu sẽ diễn ra trên 9 thành phố chủ nhà.

### Thành tích
Các quốc gia chủ nhà đều giành được kết quả tốt ở giải đấu này, tiêu biểu là Hoa Kỳ (vô địch 1999), Trung Quốc (tứ kết 1991 và 2007), Đức, Canada và Pháp cũng đều giành quyền vào tứ kết. New Zealand - Chủ nhà của giải đấu năm 2023 trở thành đội chủ nhà đầu tiên thất bại trong việc vượt qua vòng bảng, trong khi Úc - Đội đồng chủ nhà của giải đấu cùng năm đã có lần đầu tiên vào bán kết và giành hạng 4 chung cuộc.
| Năm  | Nước chủ nhà | Khu vực        | Thành tích nước chủ nhà |
| ---- | ------------ | -------------- | ----------------------- |
| 1991 | Trung Quốc   | Châu Á         | Tứ kết                  |
| 1995 | Thụy Điển    | Châu Âu        | Tứ kết                  |
| 1999 | Hoa Kỳ       | Châu Mỹ        | Vô địch                 |
| 2003 | Hoa Kỳ       | Châu Mỹ        | Hạng ba                 |
| 2007 | Trung Quốc   | Châu Á         | Tứ kết                  |
| 2011 | Đức          | Châu Âu        | Tứ kết                  |
| 2015 | Canada       | Châu Mỹ        | Tứ kết                  |
| 2019 | Pháp         | Châu Âu        | Tứ kết                  |
| 2023 | Úc           | Châu Đại Dương | Hạng 4                  |
| 2023 | New Zealand  | Châu Đại Dương | Vòng bảng               |

## Kết quả
| Năm  | Chủ nhà                        | Vô địch       | Tỉ số                  | Á quân       | Hạng ba     | Tỉ số               | Hạng tư      | Số đội |
| ---- | ------------------------------ | ------------- | ---------------------- | ------------ | ----------- | ------------------- | ------------ | ------ |
| 1991 | Trung Quốc                     | · Hoa Kỳ      | 2–1                    | · Na Uy      | · Thụy Điển | 4–0                 | · Đức        | 12     |
| 1995 | Thụy Điển                      | · Na Uy       | 2–0                    | · Đức        | · Hoa Kỳ    | 2–0                 | · Trung Quốc | 12     |
| 1999 | Hoa Kỳ                         | · Hoa Kỳ      | 0–0 (h.p.) (5–4) (pen) | · Trung Quốc | · Brasil    | 0–0 [A] (5–4) (pen) | · Na Uy      | 16     |
| 2003 | Hoa Kỳ                         | · Đức         | 2–1 (b.t.v)            | · Thụy Điển  | · Hoa Kỳ    | 3–1                 | · Canada     | 16     |
| 2007 | Trung Quốc                     | · Đức         | 2–0                    | · Brasil     | · Hoa Kỳ    | 4–1                 | · Na Uy      | 16     |
| 2011 | Đức                            | · Nhật Bản    | 2–2 (h.p.) (3–1) (pen) | · Hoa Kỳ     | · Thụy Điển | 2–1                 | · Pháp       | 16     |
| 2015 | Canada                         | · Hoa Kỳ      | 5–2                    | · Nhật Bản   | · Anh       | 1–0 (h.p.)          | · Đức        | 24     |
| 2019 | Pháp ·                         | · Hoa Kỳ      | 2–0                    | · Hà Lan     | · Thụy Điển | 2–1                 | · Anh        | 24     |
| 2023 | Úc · New Zealand ·             | · Tây Ban Nha | 1–0                    | · Anh        | · Thụy Điển | 2–0                 | · Úc         | 32     |
| 2027 | Brasil                         |               |                        |              |             |                     |              | 32     |
| 2031 | México Hoa Kỳ                  |               |                        |              |             |                     |              | 48     |
| 2035 | Anh Scotland Wales Bắc Ireland |               |                        |              |             |                     |              | 48     |

A  Không thi đấu hiệp phụ.
- Chú thích:
  - h.p. – sau hiệp phụ
  - b.t.v. – sau bàn thắng vàng trong hiệp phụ
  - pen – luân lưu 11m

## Bảng thành tích

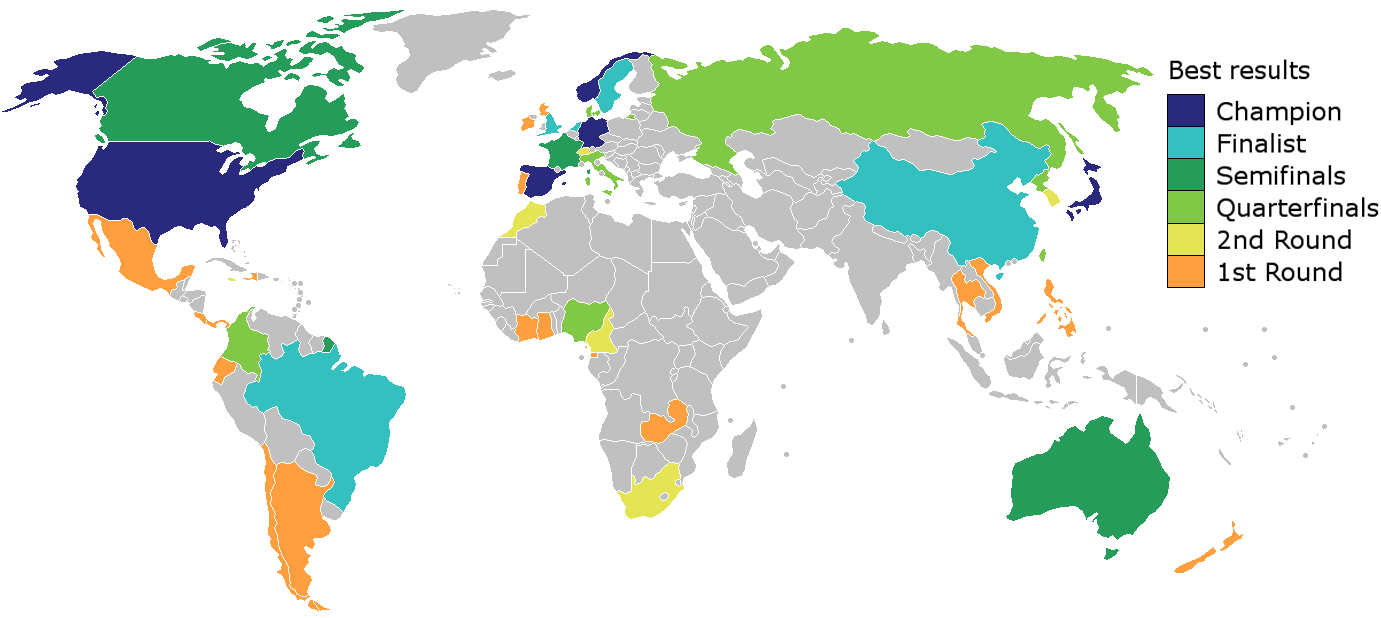
Bản đồ kết quả tốt nhất của các quốc gia

Bảng dưới đây bao gồm các đội tuyển nữ từng đạt được ít nhất hạng tư tại Giải vô địch bóng đá nữ thế giới. 
| #  | Đội         | Vô địch                    | Á quân   | Hạng ba                    | Hạng tư        | Tổng |
| -- | ----------- | -------------------------- | -------- | -------------------------- | -------------- | ---- |
| 1  | Hoa Kỳ      | 4 (1991, 1999, 2015, 2019) | 1 (2011) | 3 (1995, 2003, 2007)       | –              | 8    |
| 2  | Đức         | 2 (2003, 2007)             | 1 (1995) | –                          | 2 (1991, 2015) | 5    |
| 3  | Na Uy       | 1 (1995)                   | 1 (1991) | –                          | 2 (1999, 2007) | 4    |
| 4  | Nhật Bản    | 1 (2011)                   | 1 (2015) | –                          | –              | 2    |
| 5  | Tây Ban Nha | 1 (2023)                   | –        | –                          | –              | 1    |
| 6  | Thụy Điển   | –                          | 1 (2003) | 4 (1991, 2011, 2019, 2023) | –              | 5    |
| 7  | Anh         | –                          | 1 (2023) | 1 (2015)                   | 1 (2019)       | 3    |
| 8  | Brasil      | –                          | 1 (2007) | 1 (1999)                   | –              | 2    |
| 9  | Trung Quốc  | –                          | 1 (1999) | –                          | 1 (1995)       | 2    |
| 10 | Hà Lan      | –                          | 1 (2019) | –                          | –              | 1    |
| 11 | Canada      | –                          | –        | –                          | 1 (2003)       | 1    |
| 11 | Pháp        | –                          | –        | –                          | 1 (2011)       | 1    |
| 11 | Úc          | –                          | –        | –                          | 1 (2023)       | 1    |

## Giải thưởng
Sau khi mỗi kì World Cup kết thúc, các giải thưởng sẽ được trao cho các cầu thủ và đội tuyển với màn trình diễn xuất sắc nhất. Hiện nay có năm giải thưởng:
- Giải thưởng Quả bóng vàng (Golden Ball) cho cầu thủ xuất sắc nhất, được xác định bởi phiếu bầu của các phóng viên truyền thông; Quả bóng bạc và Quả bóng đồng được trao lần lượt cho các cầu thủ xếp thứ hai và thứ ba trong cuộc bầu chọn.
- Giải thưởng Chiếc giày vàng (Golden Boot hay Golden Shoe) cho cầu thủ ghi nhiều bàn thắng nhất. Các giải  Chiếc giày bạc và Chiếc giày đồng lần lượt được trao cho các cầu thủ ghi bàn nhiều thứ hai và thứ ba.
- Giải thưởng Găng tay vàng cho thủ môn xuất sắc nhất, được quyết định bởi Nhóm nghiên cứu kĩ thuật của FIFA
- Giải thưởng Cầu thủ trẻ xuất sắc nhất (Best Young Player Award) cho cầu thủ trẻ dưới 21 tuổi.
- Giải thưởng Fair Play (FIFA Fair Play Award) cho đội có tinh thần chơi đẹp nhất, dựa trên số điểm và tiêu chí của Tiểu ban Fair Play của FIFA.
- Đội hình tiêu biểu (All-Star Team) bao gồm 23 cầu thủ xuất sắc giải đấu.

## Kỷ lục và thống kê

### Cầu thủ ghi nhiều bàn thắng nhất mọi thời đại
| Xếp hạng | Tên                 | Giải | Giải | Giải | Giải | Giải | Giải | Giải | Giải | Tổng |
| Xếp hạng | Tên                 | 1991 | 1995 | 1999 | 2003 | 2007 | 2011 | 2015 | 2019 | Tổng |
| -------- | ------------------- | ---- | ---- | ---- | ---- | ---- | ---- | ---- | ---- | ---- |
| 1        | Marta               |      |      |      | 3    | 7    | 4    | 1    | 2    | 17   |
| 2        | Birgit Prinz        |      | 1    | 1    | 7    | 5    | 0    |      |      | 14   |
| 2        | Abby Wambach        |      |      |      | 3    | 6    | 4    | 1    |      | 14   |
| 4        | Michelle Akers      | 10   | 0    | 2    |      |      |      |      |      | 12   |
| 5        | Cristiane           |      |      |      | 0    | 5    | 2    | 0    | 4    | 11   |
| 5        | Tôn Văn             | 1    | 2    | 7    | 1    |      |      |      |      | 11   |
| 5        | Bettina Wiegmann    | 3    | 3    | 3    | 2    |      |      |      |      | 11   |
| 8        | Ann Kristin Aarønes |      | 6    | 4    |      |      |      |      |      | 10   |
| 8        | Carli Lloyd         |      |      |      |      | 0    | 1    | 6    | 3    | 10   |
| 8        | Heidi Mohr          | 7    | 3    |      |      |      |      |      |      | 10   |
| 8        | Christine Sinclair  |      |      |      | 3    | 3    | 1    | 2    | 1    | 10   |

### Cầu thủ thi đấu nhiều vòng chung kết nhất
| # | Cầu thủ            | Số VCK tham dự                               |
| - | ------------------ | -------------------------------------------- |
| 1 | Formiga            | 7 (1995, 1999, 2003, 2007, 2011, 2015, 2019) |
| 2 | Sawa Homare        | 6 (1995, 1999, 2003, 2007, 2011, 2015)       |
| 3 | Kristine Lilly     | 5 (1991, 1995, 1999, 2003, 2007)             |
| 3 | Bente Nordby       | 5 (1991*, 1995, 1999, 2003, 2007)            |
| 3 | Birgit Prinz       | 5 (1995, 1999, 2003, 2007, 2011)             |
| 3 | Christie Rampone   | 5 (1999, 2003, 2007, 2011, 2015)             |
| 3 | Karina LeBlanc     | 5 (1999*, 2003, 2007*, 2011, 2015*)          |
| 3 | Nadine Angerer     | 5 (1999*, 2003*, 2007, 2011, 2015)           |
| 3 | Cristiane          | 5 (2003, 2007, 2011, 2015, 2019)             |
| 3 | Marta              | 5 (2003, 2007, 2011, 2015, 2019)             |
| 3 | Christine Sinclair | 5 (2003, 2007, 2011, 2015, 2019)             |
| 3 | Onome Ebi          | 5 (2003, 2007, 2011, 2015, 2019)             |

*Không thi đấu nhưng có tên trong danh sách đăng ký.

### Cầu thủ thi đấu nhiều trận nhất
| # | Cầu thủ          | Số trận |
| - | ---------------- | ------- |
| 1 | Formiga          | 24      |
| 1 | Julie Foudy      | 24      |
| 1 | Birgit Prinz     | 24      |
| 1 | Sawa Homare      | 24      |
| 5 | Joy Fawcett      | 23      |
| 5 | Mia Hamm         | 23      |
| 7 | Bente Nordby     | 22      |
| 7 | Hege Riise       | 22      |
| 7 | Bettina Wiegmann | 22      |

### Huấn luyện viên và đội trưởng đội vô địch
| Giải | Huấn luyện viên | Đội trưởng                            |
| ---- | --------------- | ------------------------------------- |
| 1991 | Anson Dorrance  | April Heinrichs                       |
| 1995 | Even Pellerud   | Heidi Støre                           |
| 1999 | Tony DiCicco    | Carla Overbeck                        |
| 2003 | Tina Theune     | Bettina Wiegmann                      |
| 2007 | Silvia Neid     | Birgit Prinz                          |
| 2011 | Sasaki Norio    | Sawa Homare                           |
| 2015 | Jill Ellis      | Christie Rampone                      |
| 2019 | Jill Ellis      | Carli Lloyd Alex Morgan Megan Rapinoe |
| 2023 | Jorge Vilda     | Ivana Andrés                          |

## Giải thưởng
Các giải thưởng trao cho cá nhân hay tập thể có thành tích tốt tại giải đấu như sau:
- Quả bóng vàng ("Golden Ball" hoặc "adidas Golden Ball" vì lý do thương mại) cho cầu thủ xuất sắc nhất.
- Chiếc giày vàng ("Golden Boot" hoặc "Golden Shoe", hay "adidas Golden Shoe" vì lý do thương mại) cho cầu thủ ghi nhiều bàn thắng nhất.
- Găng tay vàng ("Golden Glove" hay "adidas Golden Glove" vì lý do thương mại) cho thủ môn xuất sắc nhất (được trao từ 2011).
- Cầu thủ trẻ xuất sắc nhất ("Best Young Player Award" hay "Hyundai Best Young Player Award" vì lý do thương mại) cho cầu thủ xuất sắc nhất dưới 21 tuổi (được trao từ 2011)
- Giải Fair Play ("FIFA Fair Play Award") cho đội tuyển fair play nhất.
- Đội hình tiêu biểu ("All-Star Team" hay "Mastercard All-Star Team" vì lý do thương mại) bao gồm các cầu thủ xuất sắc nhất của giải (được trao từ 1999).

Giải Bàn thắng đẹp nhất ("Goal of the Tournament") và Đội hình trong mơ ("Dream Team") được bầu chọn bởi người hâm mộ sau khi giải đấu kết thúc.
Giải thưởng không còn tồn tại:
- Giải Đội tuyển thi đấu cuốn hút nhất ("Most Entertaining Team") dành cho đội có lối chơi hấp dẫn khán giả nhất, xác định bởi cuộc thăm dò chung, và được trao trong hai kì giải 2003 và 2007.